# South Kesteven
South Kesteven är ett distrikt (motsvarande kommun) i grevskapet Lincolnshire i England, Storbritannien. Distriktet har 144 249 invånare (2022). Större orter är Bourne, Grantham och Stamford. Distriktet är indelat i 84 civil parishes.